# Дроблино
Дроблино — деревня в Мошенском районе Новгородской области России. Входит в состав Долговского сельского поселения.

## География
Деревня расположена в восточной части района. Высота над уровнем моря — 169,5 метров. Находится на восточном берегу озера Великое.
Расстояние до районного центра, села Мошенское составляет 50 километров, до центра сельского поселения, деревни Долгое — 17 километров. Ближайший населённый пункт — деревня Анашкино (3 километра на юг по берегу озера).

## История
На трёхвёрстной топографической карте Фёдора Шуберта, изданной в 1879 году, обозначена деревня Дроблино. Имела 7 дворов.
До революции деревня входила в состав Долговской волости Боровичского уезда. По состоянию на 1911 год в Дроблино имелось 20 дворов и 59 жилых строений; число жителей составляло 137 человек. В деревне находились школа и магазин. Основным занятием жителей Дроблино было рыболовство.

## Население
| 2010 |
| ---- |
| 9    |

Население по переписи 2002 года — 11 человек.
Согласно результатам переписи 2002 года, в национальной структуре населения русские составляли 100 % от жителей.